# 국민보호
국민보호(国民保護, こくみんほご)는 일본의 비무장 구호 조직으로 국제적으로 민방위에 해당한다. 제2차 세계대전 뒤 일본은 평화헌법에 의해 군대를 가질 수가 없으며 이에 따라 민방위도 가질 수가 없다. 그 대신 일본은 민방위와 유사한 전시 비무장 구호 조직인 국민보호를 가지게 된다. 국민보호는 원칙에 따르면 민방위대원이 아닌 소방대원으로 간주되지만 실질적으로 민방위와 똑같은 일을 하고 있다.